# إرنست هنري
إرنست هنري (بالإنجليزية: Ernest Henry)‏ هو سباح أسترالي، ولد في 13 مايو 1904 في جرافتون في أستراليا، وتوفي في 3 يونيو 1998 في أستراليا.

## روابط خارجية
- إرنست هنري على موقع الاتحاد الدولي للسباحة (الإنجليزية)
- إرنست هنري على موقع أوليمبيديا (الإنجليزية)
- إرنست هنري على موقع اللجنة الأولمبية الأسترالية (الإنجليزية)